# نورمن دیان
نورمن دیان (انگلیسی: Norman Dean؛ زادهٔ ۱۳ سپتامبر ۱۹۴۴) بازیکن فوتبال اهل بریتانیا است.
از باشگاه‌هایی که در آن بازی کرده‌است می‌توان به باشگاه فوتبال بارنزلی، باشگاه فوتبال بدفورد تاون، باشگاه فوتبال ساوت‌همپتون، و باشگاه فوتبال کاردیف سیتی اشاره کرد.